# Irmingard Schreiter
Irmingard Schreiter (geboren 10. Juni 1919; gestorben 2014, auf Postkarten auch Irmin Schreiter) war eine deutsche Filmschauspielerin.

## Leben
In den 1930er und 1940er Jahren hatte Irmingard Schreiter eine kurze Karriere beim deutschen Film. Sie spielte neben Dorothea Wieck und Jutta Freybe in Heinz Helbigs Liebesfilm Liebe kann lügen nach einem Roman von Fred Andreas und wirkte in den Komödien Ein fröhliches Haus von Johannes Guter und der Emil-Jannings-Komödie Altes Herz wird wieder jung mit. Einem größeren Publikum wurde sie als „Erika von Rüdnitz“ in Verfilmungen der satirischen Romane um die Berliner Kleinbürgerfamilie Buchholz von Julius Stinde bekannt: Familie Buchholz als auch die Fortsetzung Neigungsehe wurden 1944 vom Filmpionier und nationalsozialistischen Kulturpolitiker Carl Froelich mit Henny Porten in der Rolle der „Wilhelmine Buchholz“ inszeniert. Sie stand 1944 in der Gottbegnadeten-Liste des Reichsministeriums für Volksaufklärung und Propaganda.
Nach Ende des Zweiten Weltkrieges drehte Irmingard Schreiter keine weiteren Filme.

## Filmografie (Auswahl)
- 1937: Liebe kann lügen
- 1943: Altes Herz wird wieder jung
- 1944: Familie Buchholz
- 1944: Neigungsehe
- 1944: Ein fröhliches Haus